# Quaderni (Villafranca di Verona)
Quaderni è una frazione del comune di Villafranca di Verona, in provincia di Verona. Il paese è situato in vicinanza della romana Via Postumia.

## Storia
Alcuni studiosi pensano che il suo nome derivi dal 4° iugero dal centro di Villafranca, venne eretta a parrocchia autonoma nel 1583, staccandosi dalla chiesa madre di Villafranca.
Durante tutto il periodo della Resistenza in paese e nei comuni limitrofi operavano i partigiani della Brigata Italia (Vr).

## Monumenti e luoghi d'interesse

### Chiesa parrocchiale di San Matteo
L'interno della chiesa parrocchiale, dedicata a San Matteo evangelista, è stato decorato, parte ad affresco e parte a tempera grassa, da Federico Bellomi e inoltre, con due dipinti su tela della pittrice Dima Orando (Arcangelo Michele, Arcangelo Raffaele e Tobia) originaria della frazione mentre la Madonna col Bambino tra i santi Francesco e Luigi Gonzaga è del maestro Giovanni Ghirlandini.

In occasioni particolari viene eseguito il concerto di campane alla veronese composto da 5 pezzi in Fa#3 facendo suonare le campane del campanile.
Negli ultimi due anni è stato portato a termine il restauro dell'intera chiesa. Nel 2013 è terminato quello della facciata e nel 2015 quello della torre campanaria.

## Cultura

### Cucina
Una tradizione gastronomica tipica di Quaderni sono i puòti ossia dei dolci fatti a forma di bambolotto che ogni anno in occasione del 13 dicembre, giorno di santa Lucia, vengono accompagnati ai regali. Questi dolci vengono impastati nelle case dei suoi abitanti e cotti nel forno del locale panificio che si trova nella via principale (via Mazzini), i cui proprietari vengono chiamati appunto "pistóri" nomignolo che deriva dalla loro attività di panettieri.
Esiste una ricetta chiamata sucói dei quèrni chiamata in questo modo in quanto localmente i suoi abitanti vengono chiamati appunto "sucói" (termine che significa zucchine) di cui non si riesce a spiegare con certezza l'etimologia.

## Sport
Dagli anni sessanta è attiva una squadra di tamburello (la A.T. Belladelli Quaderni) che vince sei scudetti consecutivi del campionato nazionale assoluto.